# Diagonale (festival de cinéma)

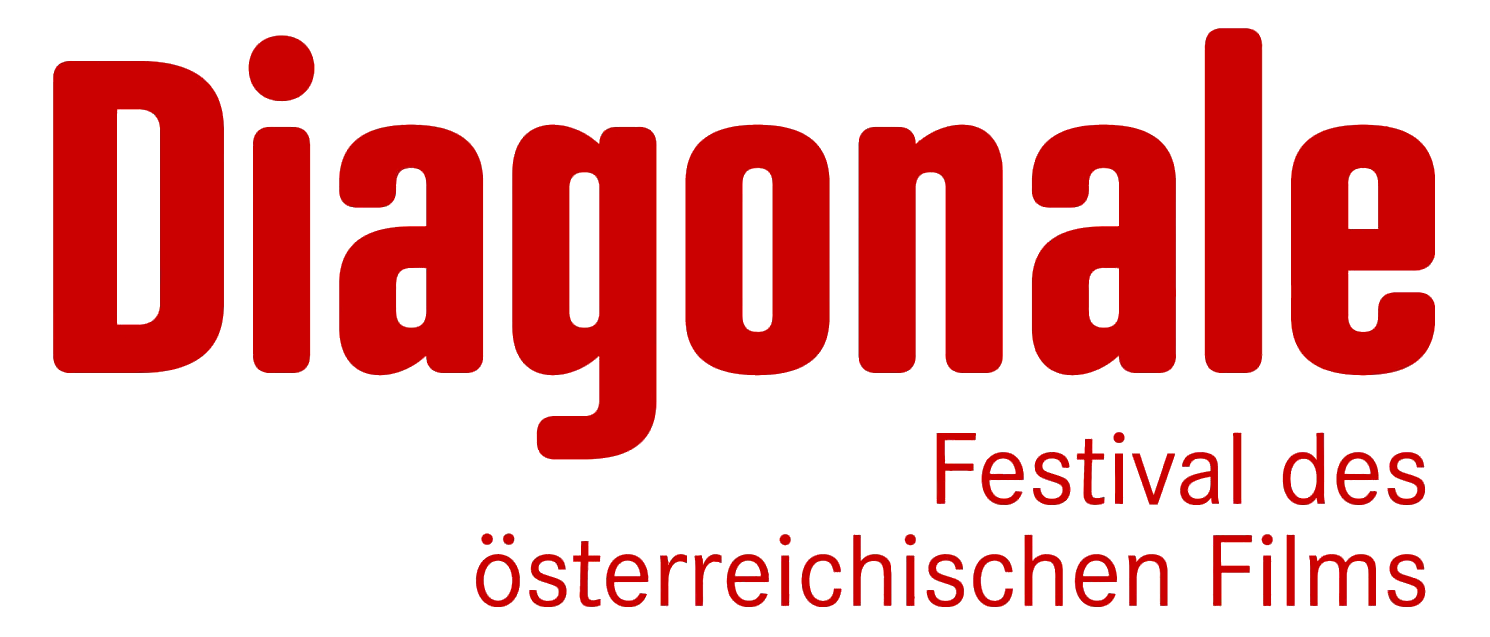
Logo du festival Diagonale.

Diagonale est un festival du film qui se déroule annuellement en mars en Autriche. 
Il s'est tenu à Salzbourg en 1993, 1994 et 1995 et se tient chaque année à Graz depuis 1998. Il couvre tous les genres cinématographiques (long métrage, documentaire, court métrage, avant-garde, etc.).